# Have Another Beer with FEAR
Have Another Beer with FEAR – czwarta płyta zespołu Fear wydana w 1995 przez wytwórnię Sector 2 Records. Matriał nagrano w "Meridian Studio" w San Antonio.

## Lista utworów
1. "U.S.A." (L. Ving) – 2:17
2. "I Believe I'll Have Another Beer" (L. Ving) – 2:49
3. "Back Into Battle Again" (L. Ving) – 1:17
4. "Demons Stickin Pitchforks in My Brain" (L. Ving) – 2:43
5. "Bad Day" (L. Ving, S. Rutledge) – 1:16
6. "Ugly As You" (P. Cramer) – 2:49
7. "Legalize Drugs" (L. Ving) – 1:28
8. "Drink Some Beer" (L. Ving) – 2:04
9. "F-You Let's Rodeo" (L. Ving) – 1:47
10. "Beerfight" (L. Ving) – 2:15
11. "Chaos" (L. Ving) – 1:51
12. "Honor and Obey" (L. Ving) – 2:03
13. "Untermenschen" (L. Ving) – 1:31
14. "Meat and Potatoes" (L. Ving) – 1:13
15. "Public Hangings" (L. Ving) – 1:45
16. "Free Beer" (L. Ving) – 1:34

## Skład
- Lee Ving – śpiew, gitara
- Sean Cruse – gitara, śpiew
- Scott Thunes – gitara basowa, śpiew
- Andrew Jaimez – perkusja

produkcja
- Lee Ving – mix, produkcja
- Ron Goudie – mix, produkcja
- Fred Remmert – nagranie